# Konkurrenzdemokratie
Die Konkurrenzdemokratie, auch  Wettbewerbsdemokratie oder Alternanzdemokratie bezeichnet, beschreibt recht unterschiedliche politische Systeme innerhalb der Parteiendemokratie, die vorwiegend durch Wettbewerb der Parteien geprägt sind.
Angesichts der niedrigen Fähigkeit einer Konkurrenzdemokratie, Konflikte zu lösen, sprechen vor allem Kritiker von einer Konfliktdemokratie. Die ursprünglich positive Sicht der posttotalitären Nachkriegszeit klang nach und nach ab.
Grundvoraussetzungen für die Konkurrenzdemokratie sind Pluralismus und das Mehrheitsprinzip. Der Pluralismus gewährleistet in parteipolitischen Systemen mit einem Verhältniswahlrecht eine möglichst breite und differenzierte Parteienbildung, so dass unterschiedliche Meinungen innerhalb des Volkes besser als in einem System ausschließlich mit einem Mehrheitswahlrecht wiedergegeben werden. Die Parteien stehen im gegenseitigen Wettbewerb, vor allem um die Regierungsmacht.
Die Parteien, die sich zur Wahl gestellt haben, aber nicht in die Regierung eingebunden sind, werden, sofern sie im Parlament vertreten sind, als parlamentarische Opposition bezeichnet. Diese Opposition überwacht im Idealfall die Tätigkeit der Regierung kritisch und bietet Alternativen an. Sie kann außerdem versuchen, die Regierung mit Hilfe von Misstrauensanträgen zu stürzen und die Macht zu übernehmen.
Vorteile
- hohe Effizienz der Regierung, wenn eine Partei die absolute Mehrheit im Parlament besitzt oder wenn eine gebildete Koalition stabil ist,
- schnelle Entscheidungsprozesse, sofern die Parteibasis nicht großen Wert auf Einbezug in die Willensbildung legt,
- Konflikte „müssen nicht“ berücksichtigt werden.

Nachteile
- Ignorierung der Minderheiten, insbesondere in Systemen ausschließlich mit einem Mehrheitswahlrecht,
- meistens niedrigere Legitimität und Akzeptanz in der Bevölkerung und bei Parteimitgliedern, wenn Kompromisse in einer Koalition als „faul“ bewertet werden,
- wachsende Konflikte, deren „Lösung“ ev. beim ev. Machtwechsel (Wahlen) versprochen wird.

Der Begriff Mehrheitsdemokratie aus der Demokratietheorie von Lijphart, der der Konkurrenzdemokratie ähnlich ist, hebt die Entscheidungsfindung durch den Mehrheitsentscheid hervor. Infolge dieses Mehrheitsentscheides wird die Regierung eines Staates mit Konkurrenzdemokratie, sofern die Spitze der Regierung nicht vom Volk direkt gewählt wird (Präsidialsystem), von Vertretern einer Partei gestellt, welche die Mehrheit im Parlament besitzt, oder von Vertretern einer Koalition von wenigen Parteien, die zusammen – meistens knapp – die Mehrheit stellen.
Das Gegenmodell zur Konkurrenzdemokratie hinsichtlich des Interaktionsstils der politischen Kräfte ist die Konkordanzdemokratie, ein kooperatives, konsensorientiertes Modell. Im ähnlichen Konzept von Lijphart, in der Konsensdemokratie, werden zwar ebenfalls Entscheidungen nach dem Mehrheitsprinzip getroffen, aber es gibt in ihr deutlich mehr Kooperation zwischen der Regierung und den sie tragenden Parteien einerseits und der Opposition andererseits als in einer traditionellen Mehrheitsdemokratie. Auch Minderheitsregierungen wären ohne regelmäßigen Konsens in Sachfragen nicht arbeitsfähig.

## Begriffsdefinition- und Entwicklung
Als Prototyp für ein funktionierendes und demokratisches Regierungssystem galt vielen Beobachtern, besonders im frühen 20. Jahrhundert und der Nachkriegszeit, das Vereinigte Königreich. Dieses war vor allem von stabilen parlamentarischen Mehrheiten geprägt und diente in der Politikwissenschaft schon früh als Vorbild, wenn es um die Etablierung effektiver demokratischer Strukturen ging. Besonders „[…] im ersten Nachkriegsjahrzehnt dominierte hier eine Modellvorstellung von Demokratie, die man mit dem prägnanten Terminus Konkurrenzdemokratie charakterisieren kann“ (Lehmbruch 2003: 7). In Anlehnung an das Vereinigte Königreich prägte Josef Schumpeter die Vorstellung dieses Demokratiemodells schon früh: „The democratic method is that institutional arrangement for arriving at political decisions in which individuals acquire the power to decide by means of a competetive struggle for the people’s vote“. Für Schumpeter und andere Politikwissenschaftler dieser Zeit lag dementsprechend der Zweck jeglicher politischer Aktivitäten in einem demokratischen System darin, durch reinen Wettbewerb politische Macht zu beanspruchen um, mittels der dazu benötigten Mehrheiten, die eigene Policy durchzusetzen. Der Begriff Konkurrenzdemokratie, aber auch der meist Synonym verwendete Terminus Mehrheitsdemokratie, sind an das britische System angelehnt und unterstreichen den eher kompetitiven Charakter dieses Modells. Aus diesem Grund hat sich für diese Art von System der Ausdruck Westminster-Demokratie entwickelt.

## Lijpharts Modell von Mehrheits- und Konsensdemokratie
Für Arend Lijphart gibt es auf die Frage, wer regieren sollte und wessen Interessen diese Regierung verantwortlich sein soll zwei Antwortmöglichkeiten: Die Erste und Nächstliegende sei die Mehrheit (Die zweite Möglichkeit sei ein Interessenausgleich). So merkt Lijphart an, Bezug nehmend auf Stephanie Lawson’s (1993: 192–193) Argument, dass der Hauptzweck einer politischen Opposition darin liege zur Regierung zu werden, dass diese These auf der Annahme eines Zweiparteiensystems fuße. Es beziehe nicht mit ein, dass in konsensorientierten, Mehrparteiensystemen Regierungen oft aus Koalitionen bestehen und ein Wechsel in der Regierung meist nur einen teilweisen Wechsel bedeute.
Für Lijphart ist Großbritannien sowohl das Original als auch das bekannteste Beispiel für das Modell der Mehrheits- bzw. Westminsterdemokratie. Reine, bzw. fast reine Mehrheitsdemokratien sind nach Ansicht Lijpharts relativ selten und neben Großbritannien kommen wohl dessen ehemalige Kolonien in der Karibik, wie Barbados, und Neuseeland (zumindest bis 1996) diesem Modell am nächsten. Viele Bestandteile des Westminstermodells seien in diese ehemaligen Kolonien Großbritanniens exportiert worden. Als Indikatoren für den mehrheitsdemokratischen Systemtypus identifizierte Lijphart zehn Kriterien, die notwendigerweise erfüllt sein müssen, wenn man von einer Mehrheitsdemokratie in ihrer Reinform spricht und bei denen die Kriterien eins bis fünf und die Kriterien sechs bis zehn untereinander jeweils eine gewisse Korrelation aufweisen.
Das erste Kriterium sei das Regierungsformat, d. h., auf wie viele Parteien sich die exekutive Macht im Normalfall stützt. Im Vereinigten Königreich findet man (bis auf wenige Ausnahmen) eine Bündelung der Exekutivgewalt bei nur einer Partei. Dementsprechend besteht das Regierungskabinett meist nur aus Politikern derjenigen Partei, welche im Parlament („Unterhaus“ oder auch „House of Commons“) auch die Mehrheit der Sitze innehat. Koalitionen sind im britischen Parlament eher die Ausnahme und werden nur im seltenen Falle eines sog. „hung parliament“, was heißt, dass keine Partei allein eine Mehrheit der Unterhaussitze erreichen konnte zu einer relevanten Option.
Das zweite Kriterium ist das Verhältnis von Parlament und Regierung. Typisch für das Westminstermodell ist hier eine Dominanz der Regierung. Zur Veranschaulichung: Theoretisch kontrolliert auch im Vereinigten Königreich das Parlament die Regierung zum Beispiel in der Form, dass es diese theoretisch ihrer Ämter entheben könnte, falls es mit deren Leistung unzufrieden ist. Praktisch ist das Verhältnis jedoch meist umgekehrt, denn die Regierung, welche von meist nur einer Partei gestützt wird und dementsprechend auch allein die Minister stellt hat vor allem auch durch parteiinterne Instrumente gute Möglichkeiten Abweichler vom Regierungskurs zu sanktionieren, da das Regierungspersonal meist fast deckungsgleich zu den hohen Parteiämtern der Regierungspartei ist. So lässt sich, um nur ein Beispiel zu nennen, Druck auf potentielle Abweichler ausüben, indem man deren Nominierungen zur nächsten Wahl durch die Partei in Frage stellt. Lijphart zitiert hier den ehemaligen britischen Minister Lord Hailsham, der 1978 das britische System zuspitzend als „elective dictatorship“ bezeichnet.
Drittens ist ein Zweiparteiensystem charakteristisch für eine Mehrheitsdemokratie wie Großbritannien. So wird das britische Parlament schon seit der Zwischenkriegszeit vom Zweikampf der Conservative Party und der Labour Party geprägt (Bis dahin war der Konkurrenzkampf zwischen der Conservative Party und der Liberal Party ausgetragen worden) und auch wenn es normalerweise ein paar Unterhaussitze gibt, die an Drittparteien fallen (oft handelt es sich bei diesen um Parteien von regionaler Relevanz) entscheidet sich die Mehrheitsfrage doch meist zwischen diesen beiden Parteien.
Eine Ursache der Etablierung dieses Zweiparteiensystems liegt im britischen Mehrheitswahlsystem. Dies ist auch Lijpharts viertes Kriterium für eine Wettbewerbsdemokratie. Das Mehrheitswahlsystem impliziert, dass es pro Wahlkreis nur einen Abgeordneten und daher nur einen Sitz im Parlament gibt. Die Mehrheiten entstehen in Großbritannien meist erst durch das Wahlsystem: Die Person, die in einem Wahlkreis die meisten Stimmen auf sich vereint erhält nach dem „The Winner takes ist all“-Prinzip den Sitz im House of Commons. Auf diese Weise können im Parlament, gemessen an der Zahl der Sitze, völlig andere Mehrheiten vorherrschen, als das in der tatsächlich auf die jeweiligen Parteien kommende Anzahl von Stimmen vermuten lassen könnte.
Das fünfte Kriterium Lijpharts ist die Verbändestruktur, welche er im Zusammenhang mit dem Westminstermodell als pluralistisch bezeichnet. Kennzeichnend hierfür ist eine Vielzahl von Verbänden und Interessensgruppierungen, die in relativ unkoordinierter und kompetitiver Form Druck auf die Regierung ausüben.
Als sechste Analysedimension führt Lijphart die Staatsstruktur an. Diese ist in einer reinen Mehrheitsdemokratie nach Lijphart stark zentralistisch ausgerichtet. Das Vereinigte Königreich erfüllt dieses Kriterium, denn die Macht der lokalen bzw. regionalen Regierungen ist in unitaristischen Staaten wie Großbritannien nicht verfassungsrechtlich garantiert. Des Weiteren sind diese finanziell abhängig von der Zentralregierung. In Großbritannien lassen sich seit 1998 mit der sog. „Devolution“ allerdings dezentralisierende Tendenzen erkennen, als für Nordirland, Schottland und Wales Regionalparlamente implementiert wurden. Trotzdem gilt auch weiterhin, dass diese Machtdezentralisierung -zumindest theoretisch- durch das Unterhaus jederzeit beendet werden könnte.
Im Bereich der Parlamentsstruktur (7.) weicht Großbritannien, auch nach Sicht Lijpharts, in geringem Maße vom Idealtypus der Mehrheitsdemokratie ab: Den Punkt, dass einer Mehrheitsdemokratie ein Einkammersystem zugrunde liegen müsse, erfüllt das Vereinigte Königreich nur eingeschränkt. Das Parlament besteht aus zwei Kammern („House of Commons“ und „House of Lords“ bzw. „Unterhaus“ und „Oberhaus“). Diese stehen allerdings in einem außerordentlich asymmetrischen Verhältnis zueinander. Nahezu alle politische Macht liegt beim Unterhaus, während das Oberhaus Gesetzesentwürfe lediglich um maximal ein Jahr verzögern kann. Aus diesem Grund spricht Lijphart hier von „near unicameralism“.
Achtens sei aus Lijphart’s Sicht ein flexibler Verfassungstyp kennzeichnend für das Mehrheitsmodell. Großbritannien beispielsweise verfügt nicht über eine geschriebene Verfassung im klassischen Sinne, wie dies in den meisten anderen Staaten der Fall ist. Staatsorganisationsprinzipien und Bürgerrechte sind stattdessen in den „basic laws“ wie der Magna Charta (1215), Bill of Rights (1689) oder den Parliament Acts (1911 & 1949) festgehalten. Eine ungeschriebene Verfassung impliziere, dass diese flexibel sei und vom Parlament auf dieselbe Weise geändert werden könne wie jedes andere Gesetz: Durch die einfache Mehrheit der Parlamentsstimmen.
Aus diesem Grund gibt es (9.) auch keine Verfassungsrechtsprechung in Westminsterdemokratien wie Großbritannien. Schließlich gibt es kein „höheres Recht“, auf Grundlage dessen andere Gesetze überprüft werden könnten. Aus diesem Grund kann das Parlament, bzw. die parlamentarische Mehrheit als die souveräne Autorität des Landes gelten, denn das Unterhaus könnte, da keine Verfassungsrechtsprechung besteht, jederzeit mit einfacher Mehrheit jegliches Bürgerrecht oder Staatsorganisationsprinzip verändern. Folglich könnte das Unterhaus zum Beispiel die Abschaffung der zweiten Kammer, des House of Lords, beschließen und nach einer maximal einjährigen Aufschubzeit würde die zweite Kammer aufgelöst werden.
Der letzte Punkt ist eine von der Regierung abhängige Zentralbank. So ist die Bank of England stark abhängig von der Regierung gewesen. Erst in den 1990er Jahren wurden ein paar Schritte in Richtung einer teilweisen Unabhängigkeit getan. Der Unabhängigkeitsgrad einer Zentralbank kann auf einer Skala von Alex Cukierman gemessen werden. Der Grad der Unabhängigkeit drückt sich in einem Wert zwischen 0 (stark abhängig) und 1 (sehr unabhängig) aus. Von 1997 bis 1998 stieg der Wert des Vereinigten Königreiches von 0,27 auf 0,47.
Die zehn von Arend Lijphart gelisteten Kriterien charakterisieren also Großbritannien nahezu als Paradebeispiel für eine Wettbewerbs-, Mehrheits- oder Westminsterdemokratie. Hier ist „[…] die politische Macht in repräsentativer Form bei der Parlamentsmehrheit und der Regierung konzentriert, was eine Machtausübung ohne besondere Rücksichtnahme auf Minderheiten erlaubt“ (Holtmann und Voelzkow 2000: 10) Allerdings hat es sich gezeigt, dass das Vereinigte Königreich als das System was einer Mehrheitsdemokratie am weitaus nächsten kommt, nicht etwa aus diesem Grund eine demokratische Soll-Vorstellung abbildet. Vielmehr hat sich in der Politikwissenschaft ein Verständnis herausgeschält, welches davon ausgeht, dass Großbritannien als typische Mehrheitsdemokratie an einem Extrem eines Spektrums zu verorten ist, das sich besonders anhand der Art und Weise der politischen Entscheidungsfindung charakterisieren lässt.

### Kriterien
|                                  | Mehrheitsdemokratie                                    | Konsensdemokratie                                             |
| -------------------------------- | ------------------------------------------------------ | ------------------------------------------------------------- |
| Regierung                        | Einparteienregierung                                   | Mehrparteienregierung                                         |
| Exekutiv-legislatives Verhältnis | Dominanz der Exekutive                                 | relative Unabhängigkeit der Legislative                       |
| Parteiensystem                   | Zweiparteiensystem                                     | Mehrparteinsystem                                             |
| Wahlrecht                        | Mehrheitswahlrecht                                     | Verhältniswahlrecht                                           |
| Verbändesystem                   | pluralistisches System der Interessenvermittlung       | korporatistisches System der Interessenvermittlung            |
| Staatsaufbau                     | Zentralismus                                           | Dezentralismus                                                |
| Parlamentsstruktur               | Unikameralismus                                        | Bikameralismus                                                |
| Verfassungsrahmen                | flexible Verfassung (änderbar durch einfache Mehrheit) | rigide Verfassung (änderbar nur durch qualifizierte Mehrheit) |
| Verfassungsgerichtsbarkeit       | Parlamentssouveränität                                 | Verfassungsgerichtsbarkeit                                    |
| Zentralbankautonomie             | von Exekutive abhängig                                 | unabhängige Zentralbank                                       |

## Verbreitung
Die meisten demokratischen Staaten mit parteipolitischen Systemen werden heute als Konkurrenzdemokratien bezeichnet. Der Idealtypus der Konkurrenzdemokratie stellt, traditionsgemäss, das britische System (Westminster-Modell) dar. Der in solchem Demokratieverständnis hohe Stellenwert der Pluralität und die daraus entstehende parlamentarische Opposition mit ihrem Kontrollmechanismus gegenüber der Regierungstätigkeit mach(t)en dieses Modell so erfolgreich. Allerdings besitzen die wenigsten Staaten eine reine Konkurrenzdemokratie bzw. Mehrheitsdemokratie.

### Auswege
Die Schweiz – die u. a. auch beschrieben wird mit sich überschneidenden Modellen sogenannten deliberativen, direkten, Konsens-, Konkordanz-, partizipativen, Proporz- oder Referendumsdemokratien – bildet eine der wenigen Ausnahmen. Zurückzuführen ist dieses auf die, seit Mitte des 19. Jahrhunderts, nach und nach wachsende „Art“, gemeinsame Dinge gemeinsam zu gestalten, für sie gemeinsam verantwortlich zu sein.